# Richárd Kovács
Richárd Kovács (Nyíregyháza, 9 de noviembre de 1997) es un deportista húngaro que compite en boxeo.
En los Juegos Europeos de Cracovia 2023 consiguió una medalla de bronce en la categoría de 63,5 kg. Ganó dos medallas de bronce en el Campeonato Europeo de Boxeo Aficionado, en los años 2022 y 2024.

## Palmarés internacional
| Juegos Europeos    | Juegos Europeos     | Juegos Europeos   | Juegos Europeos |
| Año                | Lugar               | Medalla           | Categoría       |
| ------------------ | ------------------- | ----------------- | --------------- |
| 2023               | Nowy Targ (Polonia) | Medalla de bronce | 63,5 kg         |
| Campeonato Europeo |                     |                   |                 |
| Año                | Lugar               | Medalla           | Categoría       |
| 2022               | Ereván (Armenia)    | Medalla de bronce | 63,5 kg         |
| 2024               | Belgrado (Serbia)   | Medalla de bronce | 63,5 kg         |